# 月が綺麗ですね
『月が綺麗ですね』（つきがきれいですね）は、伊藤ハチによる日本の漫画作品。『コミック百合姫』（一迅社）において、2015年9月号より2020年1月号まで連載された。3巻はドラマCDと小冊子が同梱された特装版も発売されている。

## あらすじ
これは、遠い遠い「國」の話。この國では人々が動物の耳を持ち、同性同士の結婚が許されている。そんな世界で、女学校の卒業と同時に結婚することになった春日ちるとその相手、東雲千里を中心に穏やかな日々が綴られていく。

## 登場人物
「声」は単行本3巻特装版ドラマCDの声優。
春日 ちる（かすが ちる）
声 - 本渡楓
主人公。16歳。春日財閥の箱入り娘で、世間知らずだが純真な少女。女学校卒業と同時に千里に嫁ぐ。
東雲 千里（しののめ せんり）
声 - 小松未可子
もう一人の主人公。18歳。薬屋「仟年堂」を営む女性で、穏やかな性格。ちるとは親が決めた婚約者同士であった。3年前に火事で父親を亡くしている。
月ヶ瀬 カヨ（つきがせ かよ）
声 - 高田憂希
ちるの従者の少女。仟年堂に同伴しちるの世話を焼く。
雨宮 ハク（あめみや はく）
声 - 能登麻美子
千里の幼馴染で、占い師。千里の過去を知っている。父親は医師である。
風間 百（かざま もも）
千里の妹。9歳。大人しい性格。生まれてすぐ母が亡くなったため、養子に出された。
夏目 鈴（なつめ すず）
カヨの友人で女学生。眼鏡をかけている。
日和（ひより）
教師で、百の担任。
タビ
鈴の拾った捨て犬。仟年堂に迎えられ、ちると千里の新しい家族になる。人間になかなか気を許そうとしないが、千里には懐いている。

## 書誌情報
- 伊藤ハチ 『月が綺麗ですね』 一迅社〈百合姫コミックス〉、全6巻

| 巻数 | 初版発行日         | 収録内容                 | ISBN                   | 備考                   |
| ---- | ------------------ | ------------------------ | ---------------------- | ---------------------- |
| 1    | 2016年4月18日発売  | 第1 - 4話 + 描き下ろし   | ISBN 978-4-7580-7535-0 |                        |
| 2    | 2017年1月18日発売  | 第5 - 8話 + 描き下ろし   | ISBN 978-4-7580-7635-7 |                        |
| 3    | 2017年9月15日発売  | 第9 - 16話 + 描き下ろし  | ISBN 978-4-7580-7728-6 |                        |
| 3    | 特装版 同日発売    | 第9 - 16話 + 描き下ろし  | ISBN 978-4-7580-7729-3 | ドラマCDと小冊子が同梱 |
| 4    | 2018年6月18日発売  | 第17 - 24話              | ISBN 978-4-7580-7822-1 |                        |
| 5    | 2019年2月18日発売  | 第25 - 32話 + 描き下ろし | ISBN 978-4-7580-7910-5 |                        |
| 6    | 2019年12月18日発売 | 第33 - 40（最終）話      | ISBN 978-4-7580-7999-0 |                        |